# Estádio Municipal de Rio Maior
O Estádio Municipal de Rio Maior é um estádio multiuso em Rio Maior, Portugal. Atualmente é usado principalmente para jogos de futebol e é a casa do Rio Maior Sport Clube, o novo clube de futebol do concelho e sucessor do extinto UD Rio Maior.
O estádio tem capacidade para 7 000 pessoas e foi inaugurado em 2003.
O Complexo Desportivo de Rio Maior, além do estádio municipal, contêm vários campos de futebol de treinamento, onde as seleções das camadas jovens portuguesas usam. Possui ainda uma piscina olímpica e Pavilhões para modalidades indoor. Aliás em 2024, acolheu 7 jogos do estágio da Seleção portuguesa de futsal.

### Equipas residentes
Em 2012/13, foi a casa do Sporting CP B na sua primeira temporada na Segunda Liga, antes de se mudar definitivamente para Alcochete.
A UD Vilafranquense recebeu jogos neste estádio na temporada de estreia na Segunda Liga em 2019/20, devido às instalações inadequadas do seu próprio estádio.
Desde a temporada de 2023/24, este recinto tem sido a casa emprestada do Casa Pia AC na Primeira Liga, já depois de ter utilizado o Estádio Nacional do Jamor na época anterior. Tudo isto se deve ao facto do clube não ter infraestruturas adequadas para o espetáculo futebolístico e de inexistência de vontade em avançar com o projeto da renovação do Estádio Pina Manique.